# Exocentrus subgrisescens
Exocentrus subgrisescens är en skalbaggsart som beskrevs av Stefan von Breuning 1956. Exocentrus subgrisescens ingår i släktet Exocentrus och familjen långhorningar. Inga underarter finns listade i Catalogue of Life.